# Footwork FA16
Footwork FA16 je Footworkov dirkalnik Formule 1, ki je bil v uporabi v sezoni 1995, ko so z njim dirkali Gianni Morbidelli, Max Papis in Taki Inoue. Edini uvrstitvi moštva v točke je dosegel Morbidelli, ki pa je po enem šestem mestu na zadnji dirki sezone za Veliko nagrado Avstralije dosegel kar tretje mesto. Skupno je moštvo doseglo osmo mesto v konstruktorskem prvenstvu z osmimi točkami.

## Popolni rezultati Formule 1
(legenda)
| Leto | Moštvo   | Motor   | Gume | Dirkača           | 1   | 2   | 3   | 4   | 5   | 6   | 7   | 8   | 9   | 10  | 11  | 12  | 13  | 14  | 15  | 16  | 17  | Toč | Prv |
| ---- | -------- | ------- | ---- | ----------------- | --- | --- | --- | --- | --- | --- | --- | --- | --- | --- | --- | --- | --- | --- | --- | --- | --- | --- | --- |
| 1995 | Footwork | Hart V8 | G    |                   | BRA | ARG | SMR | ŠPA | MON | KAN | FRA | VB  | NEM | MAD | BEL | ITA | POR | EU  | PAC | JAP | AVS | 5   | 8.  |
| 1995 | Footwork | Hart V8 | G    | Gianni Morbidelli | Ret | Ret | 13  | 11  | 9   | 6   | 14  |     |     |     |     |     |     |     | Ret | Ret | 3   | 5   | 8.  |
| 1995 | Footwork | Hart V8 | G    | Max Papis         |     |     |     |     |     |     |     | Ret | DNS | Ret | Ret | 7   | DNS | 12  |     |     |     | 5   | 8.  |
| 1995 | Footwork | Hart V8 | G    | Taki Inoue        | Ret | Ret | Ret | Ret | Ret | 9   | Ret | Ret | Ret | Ret | 12  | 8   | 15  | DNS | Ret | 12  | Ret | 5   | 8.  |